# Dragoljub Velimirović
Dragoljub Velimirović (Valjevo, 12 maggio 1942 – Belgrado, 22 maggio 2014) è stato uno scacchista serbo (jugoslavo dal 1945 al 1992).
Ottenne il titolo di Maestro Internazionale nel 1972, e di Grande maestro nel 1973.
Vinse tre volte il campionato jugoslavo: nel 1970 (assieme a Milan Vukić), 1975 e 1997.
Partecipò con la nazionale jugoslava al match URSS-Jugoslavia del 1972 a Ohrid, nel quale vinse contro Rafayel Vahanyan nel primo turno. Prese parte a sei olimpiadi degli scacchi dal 1974 al 1990. Nelle olimpiadi di Nizza 1974 vinse due medaglie d'argento, una di squadra e una individuale in 2ª riserva.
Velimirović era un giocatore con uno stile di attacco, molto apprezzato dai suoi sostenitori. Ciò gli permise di vincere molte brillanti partite, ma nello stesso tempo gli precluse di ottenere migliori risultati nei tornei più forti. Infatti partecipò a tre tornei interzonali: Rio de Janeiro 1979, Mosca 1982 e Szirák 1987, ma non riuscì mai ad accedere al torneo dei candidati.
Altri risultati:
- 1971 :  pari secondo con Albin Planinc a Skopje, dietro a Leŭ Paluhaeŭski;
- 1973 :  vince il torneo di Vrnjačka Banja;
- 1976 :  secondo a Novi Sad dietro a Jan Smejkal, davanti a Vlastimil Hort e Svetozar Gligorić;
- 1978 :  vince il torneo zonale di Praia da Rocha;
- 1980 :  pari primo con Milan Vukić a Zemun;
- 1981 :  vince il torneo zonale di Budua;
- 1984 :  pari primo con Viktor Korčnoj a Titograd, davanti a Michail Tal';
- 1985 :  vince il torneo di Vršac;
- 1987 :  pari primo con Jaan Ehlvest a Vršac;

Alcune partite notevoli:
- Velimirović – Ljubomir Ljubojević, Campionato jugoslavo 1972  – Difesa Siciliana var. Najdorf B92
- Vasja Pirc – Velimirović,  Campionato jugoslavo 1972  – Partita Reti A04
- Lubomir Kavalek – Velimirović, Rubinstein Memorial 1964  – Difesa Benoni A56
- Miguel Quinteros – Velimirović, Vinkovci 1970  – Difesa Benoni A63
- Velimirović – Leonid Štejn, Kapfenberg 1970  – Difesa Siciliana B89
- Velimirović – Evgenij Vasjukov, Match URSS-Jugoslavia 1973  – Difesa Siciliana var. Paulsen B46